# Mistrzostwa Świata w Saneczkarstwie 1955
Mistrzostwa Świata w Saneczkarstwie 1955 – pierwsza edycja mistrzostw świata w saneczkarstwie, rozegrana w 1955 roku w norweskim Oslo. 
Mistrzostwa rozegrano pod auspicjami Międzynarodowej Federacji Bobsleja i Toboganu (FIBT). Były to jedyne mistrzostwa, które odbyły organizowane przez FIBT (kolejne imprezy organizowała założona w 1957 Międzynarodowa Federacja Saneczkowa (FIL)). Rozegrane zostały trzy konkurencje – jedynki kobiet, jedynki mężczyzn oraz dwójki mężczyzn. W tabeli medalowej najlepsza była Austria.

## Wyniki

### Jedynki kobiet
| Medal | Zawodniczka    | Państwo | Czas | Strata |
| ----- | -------------- | ------- | ---- | ------ |
|       | Karla Kienzl   | Austria |      |        |
|       | Maria Isser    | Austria |      |        |
|       | Marianne Bauer | RFN     |      |        |

### Jedynki mężczyzn
| Medal | Zawodnik       | Państwo  | Czas | Strata |
| ----- | -------------- | -------- | ---- | ------ |
|       | Anton Salvesen | Norwegia |      |        |
|       | Josef Thaler   | Austria  |      |        |
|       | Josef Isser    | Austria  |      |        |

### Dwójki mężczyzn
| Medal | Zawodnicy                        | Państwo | Czas | Strata |
| ----- | -------------------------------- | ------- | ---- | ------ |
|       | Hans Krausner/Josef Thaler       | Austria |      |        |
|       | Josef Isser/Maria Isser          | Austria |      |        |
|       | Josef Strillinger/Fritz Nachmann | RFN     |      |        |

## Klasyfikacja medalowa
| Miejsce | Państwo  | złoto | srebro | brąz | Razem |
| ------- | -------- | ----- | ------ | ---- | ----- |
| 1.      | Austria  | 2     | 3      | 1    | 6     |
| 2.      | Norwegia | 1     | 0      | 0    | 1     |
| 3.      | RFN      | 0     | 0      | 2    | 2     |